# Hebestatis
Hebestatis is een spinnengeslacht uit de familie valdeurspinnen (Ctenizidae).

## Soorten
- Hebestatis lanthanus Valerio, 1988
- Hebestatis theveneti (Simon, 1891)